# Heterocerus holosericeus
Heterocerus holosericeus là một loài bọ cánh cứng trong họ Heteroceridae. Loài này được Rosenhauer miêu tả khoa học đầu tiên năm 1856.